# 사마르칸트주 (러시아 제국)

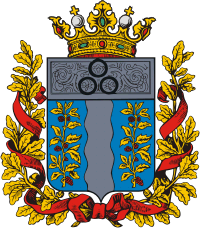
사마르칸트주의 문장

사마르칸트주의 지도

사마르칸트주(러시아어: Самаркандская область)는 1887년부터 1918년까지 존재했던 러시아 제국의 주로 주도는 사마르칸트이며 면적은 68,962km2, 인구는 860,021명(1897년 기준)이다. 현재의 우즈베키스탄과 타지키스탄에 걸쳐 있었다.